# Scelotrichia dolichocera
Scelotrichia dolichocera är en nattsländeart som beskrevs av Wolfram Mey 1998. Scelotrichia dolichocera ingår i släktet Scelotrichia och familjen smånattsländor. Inga underarter finns listade i Catalogue of Life.